# Ascochyta glaucii
Ascochyta glaucii är en svampart som först beskrevs av Cooke & Massee, och fick sitt nu gällande namn av Died. 1912. Ascochyta glaucii ingår i släktet Ascochyta, ordningen Pleosporales, klassen Dothideomycetes, divisionen sporsäcksvampar och riket svampar.   Inga underarter finns listade i Catalogue of Life.